# Faster
«Faster» — песня Джорджа Харрисона с альбома George Harrison. Вышла как первый трек второй стороны грампластинки и позднее как шестой трек на CD. 30 июля 1979 года песня была издана в виде сингла, став третьим синглом с альбома George Harrison.
В 1977 году Харрисон часто посещал гонки Формулы-1. На Гран-при США 1977 года он встретился с Ники Лаудой и вдохновился написать песню «которая бы понравилась команде Ники-Джоди-Эмерсона». Свою новую песню Харрисон назвал по книге Джеки Стюарта. К песне были добавлены звуковые эффекты шума гонок, записанные на Гран-при Великобритании 1978 года. Харрисон посвятил песню «всему цирку Формулы-1» и памяти гонщика Ронни Петерсона. Сингл был выпущен в поддержку благотворительного фонда Гуннара Нильссона, который был основан после смерти этого шведского гонщика от рака. Сингл, однако, не имел коммерчесого успеха и не попал в чарты.